# Борихолм (замък)
 Тази статия е за замъка „Борихолм“ .  За други значения на Борихолм вижте Борихолм (пояснение).  
Борихолм (на шведски: Borgholms slott) е името на шведски замък, разположен близо до едноименния град Борихолм на остров Йоланд. Замъкът „Борихолм“ е построен в края на 12 век и многократно надграждан и разширяван оттогава . На 14 октомври 1806 година е разрушен от пожар. В началото на 21 век от замъка „Борихолм“ е запазена само основната част. Непосредствено до замъка се разполага и имението „Халторп“, с което има пряка връзка.

## История
Първата постройка със защитна функция на мястото на замъка „Борихолм“ е издигната в края на 12 век, по заповед на крал Кнут Ериксон. Тогава е построена наблюдателна кула, около която впоследствие се издига и защитна стена. Постепенно се оформя и крепост, окончателно завършена през 1281 година . Между 13-и до 15 век, са правени промени по крепостта, като са добавени нови кули и е укрепена защитната стена. Крепостта е била повреждана неколкократно, като най-сериозно това става през 1361 година когато датския крал Валдемар IV атакува „Борихолм“ .
По време на дългите и продължителни войни между Швеция и Дания през ранните години на 16 век, крепостта е опустошена и превърната в руини.
През 1572 година по заповед на шведския крал Юан III започва възстановителна работа и изграждане на нова крепост, като задачата е възложена да двама братя, строители на зъмъци – Йон и Доминикус Паар. За кратко през 1593 година строежът е спрян, но през 1602 година е отново възобновен.
Замъкът „Борихолм“ е превзет от датчаните на 8 август 1611 година и става собственост на Йохан Мансон Улфспаре. На 27 септември 1611 година шведите обсаждат замъка. След продължителни преговори за капитулация на датския командир Кристиан Хансен, на 7 октомври 1611 година, „Борихолм“ отново става шведско владение под властта на Густав II Адолф. Датските войски се завръщат и обсаждат замъка „Борихолм“ на 2 юни 1612 година и след девет дена шведския командир капитулира. „Борихолм“ отново става датско владение, но година по-късно след подписано примирие, замъка „Борихолм“ е върнат на Швеция.
Замъкът Борихолм е опустошен и ограбен преди да бъде върнат на шведите, което налага възстановителна работа. Реконструкцията започва едва през 1654 година, като е решено външният вид да бъде променен в бароков стил. По заповед на Карл X Густав, шведският архитект Никодемус Тесин Старши се заема с архитектурния дизайн на новия замък. След смъртта на Карл X, през периода на наследниците Карл XI и Карл XII, строежът и реставрацията продължават с по-ниско темпо. Оригиналният план на Никодемус Тесин Старши не е изпълнен, но замъка „Борихолм“ е окончателно завършен през 1709 година. Замъкът е построен в периода 1669 и 1709 година в чест на шведската кралица Хедвиг Елеонора.
Въпреки това за около сто години „Борихолм“ не е стопанисван и започва да запада. На 14 октомври 1806 година, пламва пожар на покрива, който унищожава замъка.
Останките от замъка „Бирохолм“ са на бароковата конструкцията от 17 – 18 век, построена по заповед на Карл X Густав. Към 21 век грижата за този исторически паметник е предоставена на шведската държава.

## Галерия
- Общ изглед на замъка „Борихолм“
- Изглед от главния вход
- Вътрешността на замъка „Борихолм“
- Вътрешни стени на замъка
- Под на зала от замъка
- Модел на ранния замък „Борихолм“
- Модел на замъка, преди да бъде опустошен от пожар

## Концерти, изнесени в „Борихолм“
Замъка Борихолм е честа арена за концерти, изнесени от известни изпълнители.
- На 29 юни 1981 шведската група Ebba Grön изнася концерт в замъка.
- 2000: Orup, Том Джоунс, Stefan & Krister, Marie Fredriksson, Rhapsody in Rock, Ulf Lundell, Smokie, Jan Malmsjö.
- 2001: Боб Дилън, Магнус Угла, The Ark, Håkan Hellström, Tomas Ledin, The Beach Boys.
- 2005: Lars Winnerbäck, Grease, Lena Philipsson, Магнус Угла, Darin.
- 2007: Martin Stenmarck, Nanne Grönvall, Nisse Hellberg, The Refreshments, Marie Lindberg, Markus Fagervall, The Ark, Bo Kaspers Orkester, Сахара Хотнайтс, Tobbe Blom, Mora Träsk, Doris & Knäckebröderna.

Видеоклиповете на шведската поп-група „Роксет“ към песните Listen to Your Heart и Dangerous са заснети в замъка „Борихолм“.